# آباء الصحراء

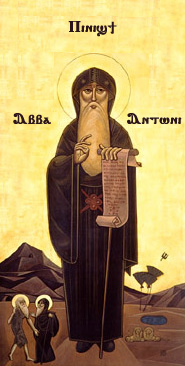
ايقونه قبطية لأنطونيوس الكبير أحد أشهر آباء الصحراء.

كان آباء الصحراء نساكًا وزهداء من المسيحيين الأوائل، الذين عاشوا بشكل أساسي في صحراء الإسقيط في مقاطعة مصر الرومانية ، بدءًا من القرن الثالث الميلادي تقريبًا . أقوال آباء الصحراء عبارة عن مجموعة من حكمة بعض رهبان وراهبات الصحراء الأوائل، مطبوعة تحت عنوان أقوال آباء الصحراء . كان أول آباء الصحراء هو القديس بولس اول السواح وأشهرهم هو أنطونيوس الكبير الذي انتقل إلى الصحراء في عام 270-271 ميلادياً وأصبح معروفًا بأب ومؤسس الرهبنة الصحراوية. بحلول الوقت الذي توفي فيه أنطونيوس عام 356م، انجذب الآلاف من الرهبان والراهبات إلى العيش في الصحراء على غرار أنطونيوس، مما دفع كاتب سيرته الذاتية، أثناسيوس الإسكندري ، إلى كتابة أن "الصحراء أصبحت مدينة".  كان لآباء الصحراء تأثير كبير على تطور المسيحية.
أصبحت المجتمعات الرهبانية الصحراوية التي نشأت من التجمعات غير الرسمية للرهبان الناسك نموذجًا للرهبنة المسيحية ، حيث أثرت في البداية على المجتمعات القبطية التي كان هؤلاء الرهبان جزءًا منها ووعظوا لها.  وكان بعضهم من من يؤمنون بالمونوفيزية  أو يؤمنون بفكرة مماثلة.
تأثر التقليد الرهباني الشرقي في جبل آثوس وحكم القديس بنديكتوس الغربي بشدة بالتقاليد التي بدأت في الصحراء. كانت كل النهضة الرهبانية في العصور الوسطى تتطلع إلى الصحراء بحثًا عن الإلهام والتوجيه. الكثير من الروحانية المسيحية الشرقية ، بما في ذلك الحركة الهدوئية ، لها جذورها في ممارسات آباء الصحراء. حتى التجديدات الدينية مثل الإنجيليين الألمان والتقوى في ولاية بنسلفانيا، وحركة التفاني الحديثة، والنهضة الميثودية في إنجلترا ينظر إليها العلماء المعاصرون على أنها متأثرة بآباء الصحراء. 

## التاريخ المبكر

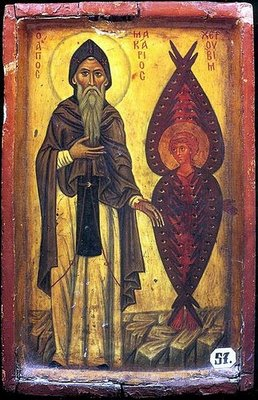
"القديس مقاريوس والكاروب" من دير القديسة كاترينا ، في سيناء، مصر

غالبًا ما يُنسب الفضل إلى القديس بولس اول السواح باعتباره أول راهب ناسك يذهب إلى الصحراء، ولكن كان أنطونيوس الكبير هو من أطلق الحركة التي أصبحت تدعى فيما بعد آباء الصحراء.  في وقت ما (حوالي 270م) ، سمع أنطونيوس احدى خطب يوم الأحد التي تفيد بأنه يمكن تحقيق الكمال عن طريق بيع كل ممتلكات المرء، وإعطاء العائدات للفقراء، وإتباع المسيح يسوع.  فقام انطونيوس واتبع النصيحة، ثم قام بالخطوة الإضافية والتي هي التحرك في عمق الصحراء بحثًا عن العزلة الكاملة. 
عاش أنطونيوس في فترة انتقالية للمسيحية - اضطهاد دقلديانوس في 303م كان آخر اضطهاد رسمي كبير للمسيحيين في الإمبراطورية الرومانية . وبعد عشر سنوات فقط، أصبحت المسيحية قانونية في مصر على يد خليفة ديوكلتيانوس قسطنطين الأول . أولئك الذين غادروا إلى الصحراء شكلوا مجتمعًا مسيحيًا بديلاً، في وقت لم يعد فيه خطر أن يكون الشخص مسيحياً. كان أنطونيوس ينظر إلى العزلة والتقشف والتضحية في الصحراء كبديل للاستشهاد، الذي كان يعتبره العديد من المسيحيين في السابق أعلى شكل من أشكال التضحية.  وسرعان ما اكتسب أنطونيوس أتباعًا يتوقون إلى عيش حياتهم وفق هذا التضامن والانفصال عن الخيرات المادية. من هذه المحظورات، سجل أثناسيوس أن أنطونيوس حصل على امتيازات خاصة من الله، مثل القدرة على شفاء المرضى، وإلهام الآخرين للإيمان بالشفاء من خلال الله، وحتى التحدث مع الله في بعض الأحيان.  في هذا الوقت تقريبًا، ظهرت الرهبنة الصحراوية في وقت واحد تقريبًا في عدة مناطق، بما في ذلك مصر وسوريا ،  وانتشرت أيضًا بعض التقاليد القبطية لآباء الصحراء إلى النوبة . 
مع مرور الوقت، جذب نموذج أنطونيوس وغيره من النساك العديد من الأتباع، الذين عاشوا بمفردهم في الصحراء أو في مجموعات صغيرة. فاختاروا حياة الزهد الشديد، ونبذ جميع ملذات الحواس والأطعمة الغنية والحمامات وكل ما يجعلهم يشعرون بالراحة.  وبدلاً من ذلك، ركزوا طاقاتهم على الصلاة، والترنم بالمزامير، والصوم، وإعطاء الصدقات للمحتاجين، والحفاظ على المحبة والانسجام مع بعضهم البعض مع الاحتفاظ بأفكارهم ورغباتهم لله وحده.  وانضم إليهم الآلاف في الصحراء، معظمهم من الرجال ولكن أيضًا عدد قليل من النساء. بدأ الباحثون عن الدين أيضًا بالذهاب إلى الصحراء لطلب المشورة والمشورة من آباء الصحراء الأوائل. بحلول وقت وفاة أنطونيوس، كان هناك الكثير من الرجال والنساء الذين يعيشون في الصحراء التي وصفها كاتب سيرة أنطونيوس بأنها "كالمدينة". 
دافع آباء الصحراء عن ثلاثة مقاربات رئيسية للرهبنة. إحداها كانت الحياة الصارمة للناسك، كما مارسها أنطونيوس وأتباعه في مصر السفلى. وكان الاخر هو الحياة الرهبانية ، ومجتمعات الرهبان والراهبات في صعيد مصر التي شكلها باخوميوس . والثالث هو أسلوب الحياة شبه المحكم الذي شوهد في الغالب في نيتريا ، كيليا والإسقيط ، غرب النيل، بدأه القديس آمون . وكانت الأخيرة عبارة عن مجموعات صغيرة (اثنتين إلى ستة) من الرهبان والراهبات مع شيخ روحي مشترك - وكانت هذه المجموعات المنفصلة تنضم إلى تجمعات أكبر للعبادة يومي السبت والأحد. كان هذا الشكل الثالث من الرهبنة مسؤولاً عن معظم الأقوال التي تم تجميعها تحت اسم Apophthegmata Patrum ( أقوال آباء الصحراء ). 

## تطور المجتمعات الرهبانية

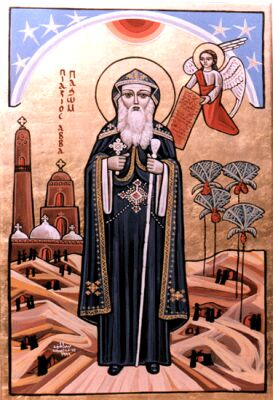
أيقونة الأنبا باخوم (باخوميوس)

كانت المجتمعات الصغيرة التي أسسها آباء الصحراء هي بداية الرهبنة المسيحية . في البداية، عاش أنطونيوس وآخرون كنُسَّاك، وشكلوا أحيانًا مجموعات من شخصين أو ثلاثة أشخاص. بدأت المجتمعات الصغيرة غير الرسمية في التطور، حتى رأى الراهب باخوم الحاجة إلى مؤسسة أكثر رسمية، فأنشأ ديرًا بقواعد وتنظيم. تضمنت تلك القواعد الانضباط والطاعة والعمل اليدوي والصمت والصوم وفترات طويلة من الصلاة - يرى بعض المؤرخين أن القواعد مستوحاة من تجارب باخوميوس كجندي روماني. 
كان أول دير منظم بالكامل في عهد باخوميوس يضم رجالًا ونساءً يعيشون في أماكن منفصلة، بما يصل إلى ثلاثة في غرفة واحدة. وكانوا يعيلون أنفسهم بنسج القماش والسِلال، إلى جانب مهام أخرى. كان لكل راهب أو راهبة جديدة فترة اختبار مدتها ثلاث سنوات، تنتهي بالقبول الكامل في الدير. كانت جميع الممتلكات مملوكةً بشكل جماعي، وكانوا يتناولون وجبات الطعام معًا وفي صمت، وكانوا يصومون مرتين في الأسبوع، ويرتدون ملابس فلاحية بسيطة بغطاء للرأس. كانوا يجتمعون عِدة مرات في اليوم للصلاةِ والقراءات، وكان من المتوقع من كل شخص أن يقضي وقتًا بمفردهِ في التأمل في الكتاب المقدس. وقد تم إنشاء برامج لتعليم من يأتي إلى الدير غير قادر على القراءة. 
كما أضفى باخوميوس طابعًا رسميًا على إنشاء أبا (أب) أو أما (أم) مسؤولًا عن الرعاية الروحية للرهبان والراهبات، مما يعني ضمنيًا أن أولئك الذين ينضمون إلى الدير فهم ينضمون أيضًا إلى عائلة جديدة. كما شكل الأعضاء أيضًا مجموعات أصغر، بمهام مختلفة في المجتمع ومسؤولية رعاية رفاهية بعضهم البعض. وقد نما النهج الجديد إلى درجة أنه كان هناك عشرات الآلاف من الرهبان والراهبات في هذه المجتمعات المنظمة خلال عقود من وفاة باخوميوس.  كان باسيليوس القيصري من أوائل حجاج الصحراء، الذي تولى حكم باخوميوس في الكنيسة الشرقية. وسع باسيليوس فكرة المجتمع من خلال دمج الرهبان والراهبات في المجتمع العام الأوسع، مع وضع الرهبان والراهبات تحت سلطة الأسقف وخدمة الفقراء والمحتاجين. 
ومع بدء المزيد من الحجاج بزيارة الرهبان في الصحراء، بدأ تأثير المجتمعات الرهبانية في الانتشار. النسخ اللاتينية من القصص والأقوال اليونانية الأصلية لآباء الصحراء، جنبًا إلى جنب مع القواعد الرهبانية الأولى التي خرجت من الصحراء، وجهت التطور الرهباني المبكر في العالم البيزنطي وفي نهاية المطاف في العالم المسيحي الغربي.  لعب جون كاسيان دورًا مهمًا في التوسط في تأثير آباء الصحراء على الغرب.  ويمكن ملاحظة ذلك، على سبيل المثال، في حكم القديس بنديكت ، حيث حث بنديكت النيرسي رهبانه على قراءة كتابات يوحنا كاسيان عن آباء الصحراء. تمت قراءة أقوال آباء الصحراء على نطاق واسع أيضًا في الأديرة البندكتية المبكرة. 

## آباء وأمهات الصحراء البارزين

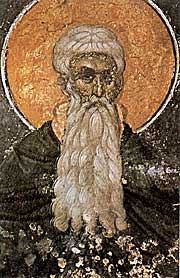
أيقونة أرسانيوس الكبير أحد أبا الصحراء البارزين

اكتسب العديد من الرهبان والراهبات سمعة القداسة والحكمة، حيث اتبعت المجتمعات الصغيرة شيخًا مقدسًا أو حكيمًا بشكل خاص، والذي كان الأب الروحي ( أبا ) أو الأم ( أما ). يُعرف آباء الصحراء وأمهات الصحراء في الغالب من خلال أقوال آباء الصحراء ، والتي تضمنت 1202 قولًا منسوبة إلى سبعة وعشرين اباً وثلاثة أماً .  يُنسب أكبر عدد من الأقوال إلى أبا "بويمن"، وهي كلمة يونانية تعني "الراعي". بسبب التباين الكبير في تواريخ الأقوال المنسوبة إلى القديس بويمن، يعتقد بعض العلماء أن "بويمن" كان اسمًا عامًا لمزيج من أباء مختلفين لم يذكر اسمائهم.  ويرى آخرون أن الأقوال المنسوبة إلى أبا بويمن صحيحة، استنادا إلى أبا بويمن البارز والتاريخي.  ومن بين آباء وأمهات الصحراء البارزين الذين لهم أقوال في الكتاب، بالإضافة إلى أنطونيوس الكبير هم أرسينيوس الكبير ، وبويمن ، ومقاريوس المصري ، وموسى الأسود ، وسينكليتيكا السكندرية . 
ومن آباء الصحراء البارزين الآخرين جيروم ، وباخوميوس ، وأبا أور ، وشنودة رئيس المتوحدين ، والعديد من الأفراد الذين قضوا جزءًا من حياتهم في الصحراء المصرية، بما في ذلك أثناسيوس السكندري ، ويوحنا الذهبي الفم ، وإفاغريوس البنطي ، وهيلاريون . جلبت أعمال يوحنا كاسيان حكمة آباء الصحراء إلى ساحة أوسع.
1. ↑  Chryssavgis 2008، صفحة 4.
2. ↑  Chryssavgis 2008، صفحة 6.
3. ↑  Harmless 2000.
4. ↑  Chryssavgis 2008، صفحات 19–29.